# Bruno Hering
Bruno Hering (* 17. Januar 1892; † 8. Oktober 1974) war ein deutscher Arzt und Standesfunktionär.

## Leben und Wirken
Bruno Hering war seit 1921 als Praktischer Arzt in Bayreuth tätig. Im Ersten Weltkrieg war er als Sanitätsoffizier mit dem Eisernen Kreuz 1. Klasse ausgezeichnet worden.
Ab 1927 war er Vorsitzender des Ärztlich-wirtschaftlichen Vereins Bayreuth, der späteren Kassenärztlichen Vereinigung. Nach 1945 war er in seiner Heimat am Wiederaufbau der ärztlichen Selbstverwaltung beteiligt. Durch seine Initiative wurde das Sozialwerk oberfränkischer Kassenärzte geschaffen.
1945 war Hering Chefarzt des Reservelazaretts III in Bayreuth.
Bis 1967 war er Vorsitzender der Bezirksstelle Oberfranken der Kassenärztlichen Vereinigung Bayerns, bis 1970 des Ärztlichen Bezirksverbandes Oberfranken.
1967 erhielt er die Paracelsus-Medaille der Deutschen Ärzteschaft.